# Chacina de Colombo
A Chacina de Colombo  foi um crime que ocorreu em Colombo, município do estado do Paraná, no dia 28 de fevereiro de 2003, em que nove pessoas foram executadas.
O massacre de Colombo, na Região Metropolitana de Curitiba, foi um dos maiores já registrados no estado do Paraná e teve repercussão nacional, sendo noticiado inclusive em outros países, como o La Nación, jornal da Argentina. De acordo com os jornais Gazeta do Povo e Tribuna do Paraná, foi, até então, um dos crimes mais bárbaros da história recente do estado, sendo superado, em número de mortes, pela Chacina de Guaíra, em 2008.

## Crime
Marcos Antônio Taverna era um presidiário que estava no regime semi-aberto, e nas suas saídas ele retornava levando encomendas de drogas fornecidas pelo traficante Hélio para a colônia penal de Piraquara. Taverna e seu comparsa Marcos Roberto Martins Proceke receberam o indulto da prisão, que foi um curto período de tempo que foram liberados para ficar em casa, na véspera do carnaval. Eles foram na residência de Hélio e depois de beber cerveja e fumar maconha sacaram suas armas e ameaçaram a todos. Enquanto um apontava a pistola o outro amarrava e amordaçava as vitimas que estavam no local, para torturar Hélio os bandidos mataram seus filhos de 4, 8 e 14 anos a golpes de picareta na cabeça na sua frente e depois abriram fogo contra as crianças mortas e as 8 pessoas restantes e fugiram logo em seguida, uma mulher e uma criança de 10 anos escaparam porque fingiram-se de mortas e um bebe foi o único que não tentaram matar, totalizando 9 mortos. O crime aconteceu na casa número 863, na rua Izabel Capelari Antoniami, no bairro Alto Maracanã, onde morava Hélio Dias Duarte e a família.
Entre as armas apreendidas, estão uma pistola Ceská Zbrojovka, modelo CZ 83 e número de série 84724, e um revólver cinco tiros Taurus, de cano curto, placas de madeira no cabo e código de identificação lixado.

## Prisão
A polícia trabalhou rápido e logo prendeu os criminosos, na reconstituição Taverna forneceu detalhes de toda a ação não deixando dúvidas de sua autoria, o motivo do massacre foi que Taverna foi denunciado para policia por Hélio, e que ele queria dominar o trafico de drogas dentro da prisão que era dominado pelo antigo chefe. Na delegacia taverna acusou Binho o filho de Hélio de ser o mandante da matança, depois já na carceragem afirmou para Proceke que Binho não tinha nada a ver com o caso, mas que havia o acusado para que fosse preso e colocado na mesma cela que ele, para que também o matasse, uma vez que seu desejo era matar toda a família.
Quando foi transferido da delegacia para o presidio, a direção decidiu que Taverna e Proceke deveriam permanecer, os primeiros 30 dias na solitária para garantir a integridade física, mas antes de encerrar esse tempo Taverna suicidou-se por enforcamento de acordo com o Instituto Médico Legal (IML). Ele foi encontrado pendurado por um lençol preso a fiação elétrica, antes de se matar deixou escrito na cela acusações contra os mandantes da chacina, apesar da revelação a investigações foram encerradas com a sua morte. Na época policiais suspeitaram que ele foi assassinado (queima de arquivo), e que o suicídio por enforcamento foi simulado, pois Taverna sabia que seria torturado e executado. Já Marcos Proceke até hoje continua preso.